# Céraiste des champs
Cerastium arvense
Espèce
Classification phylogénétique
Statut de conservation UICN

 LC  : Préoccupation mineure
Le Céraiste des champs (Cerastium arvense L.) est une petite plante herbacée appartenant au genre Cerastium et à la famille des Caryophyllacées.

## Description
Les fleurs blanches du céraiste des champs comptent cinq pétales à deux lobes, en forme de cœur allongé ; les pétales sont 2 fois plus longs que les sépales.

## Protection
D'après un arrêté du 23 juillet 1987, le Céraiste des champs (Cerastium arvense L.) est une espèce protégée en Bretagne ; il est ainsi interdit de la détruire, la couper, la mutiler, l'arracher, la cueillir ou l'enlever, la transporter, la colporter, l'utiliser, la vendre ou l'acheter.

## Sous-espèces
- Cerastium arvense subsp. arvense : Céraiste des champs
- Cerastium arvense subsp. strictum : Céraiste raide
- Cerastium arvense subsp. suffruticosum : Céraiste ligneux

## Galerie photos

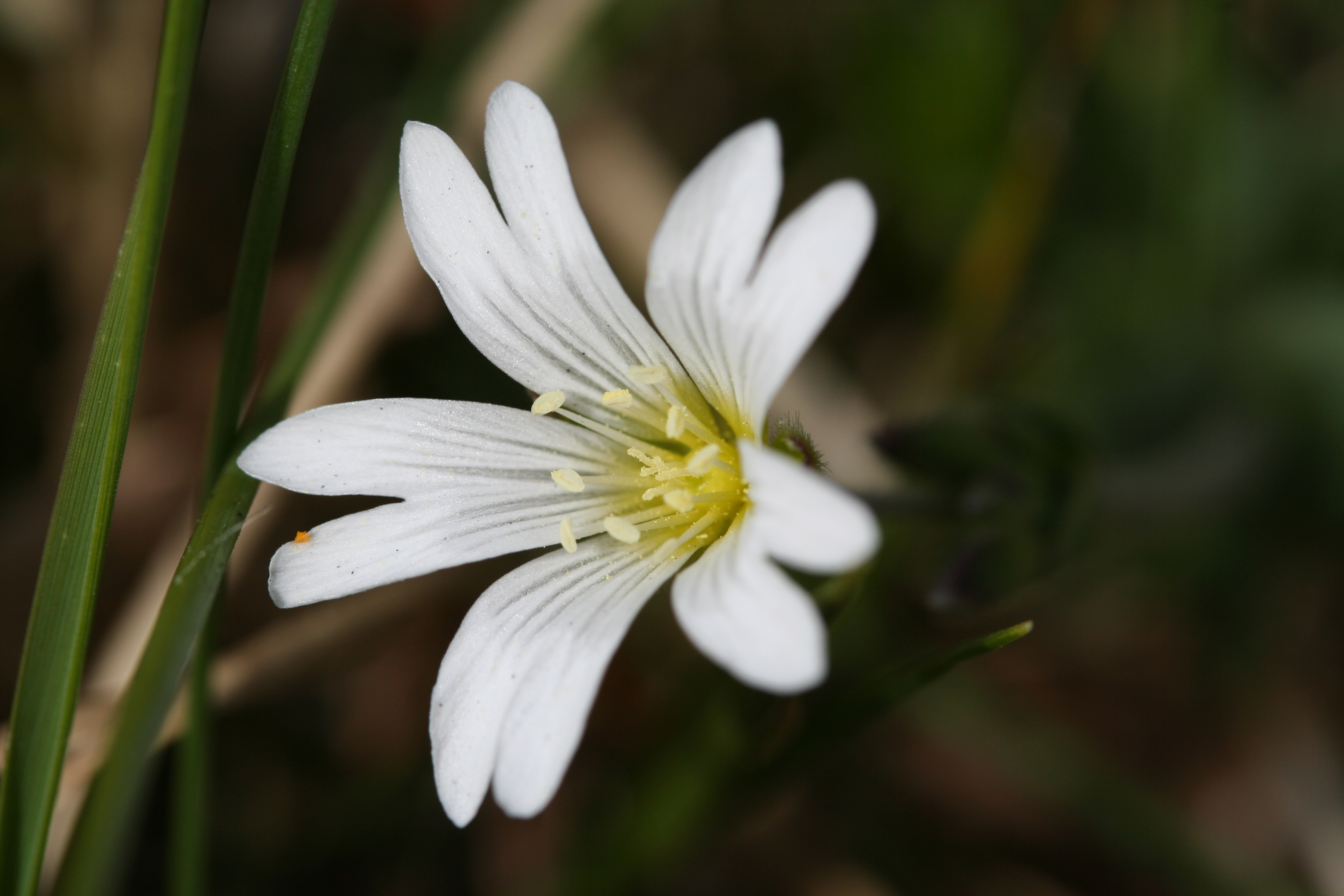
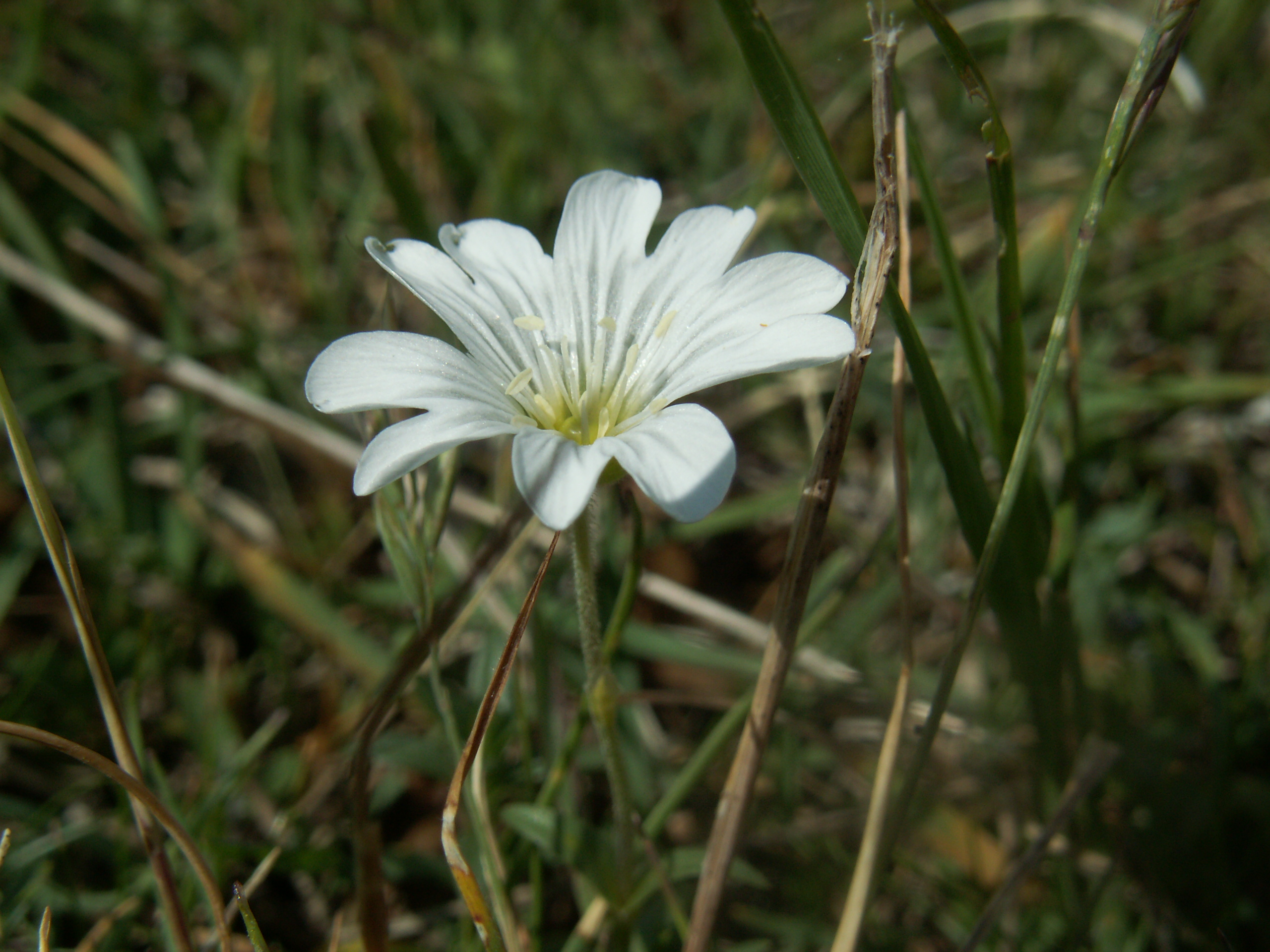
France
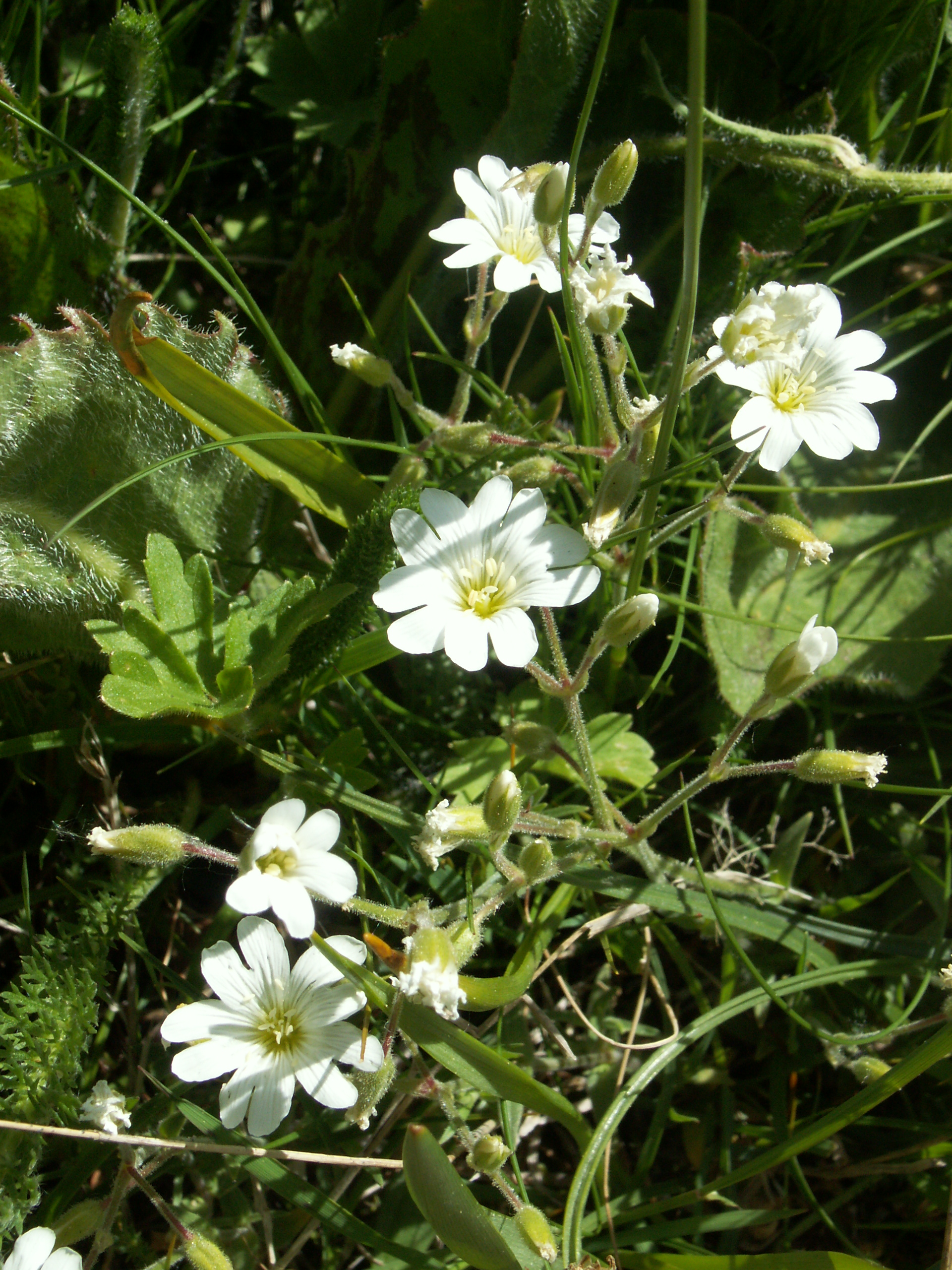
Lac du Lauvitel, France
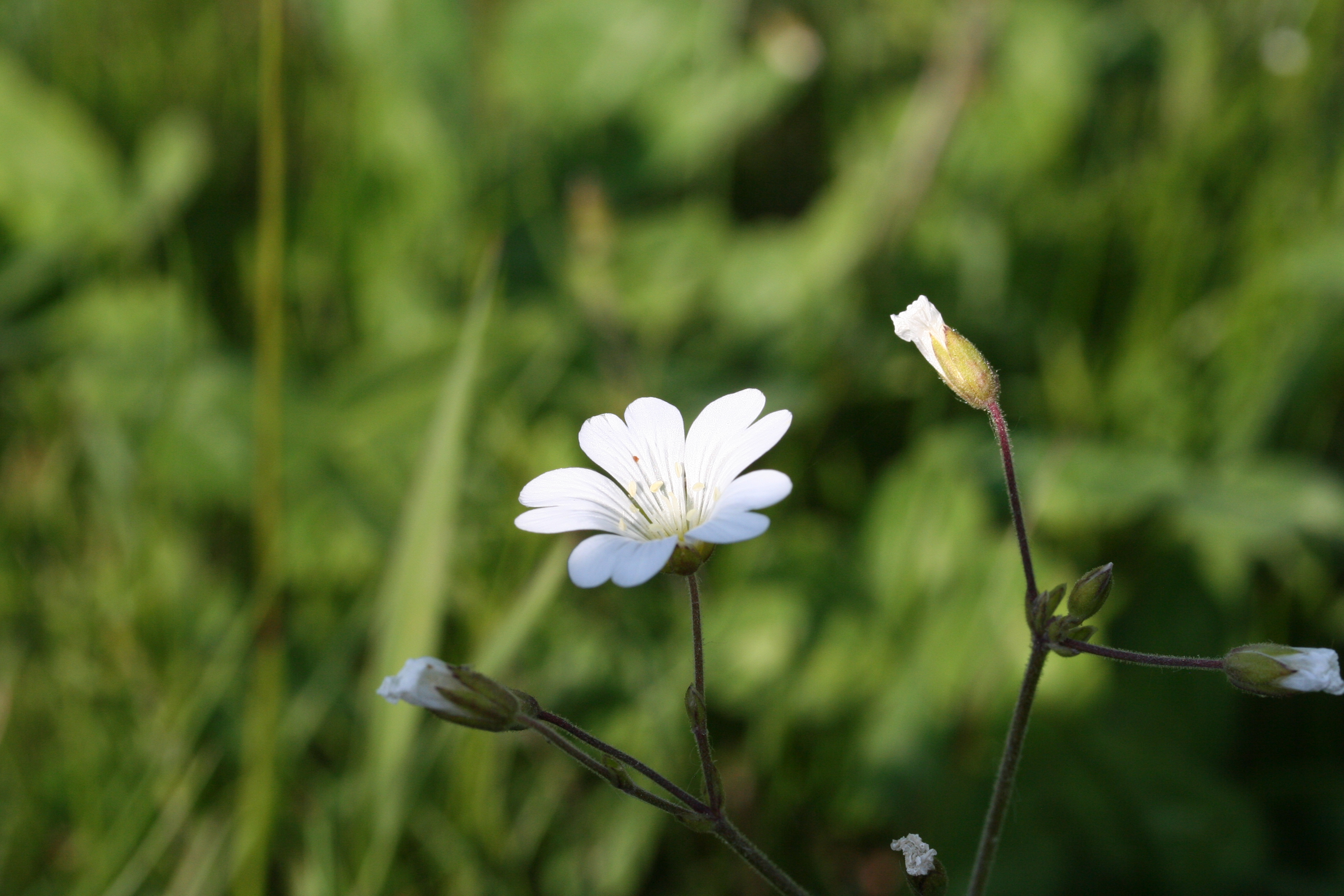
Berges de la rivière Batiscan, Québec, Canada